# Minna Atherton
Minna Atherton (Brisbane, 17 de mayo de 2000) es una deportista australiana que compite en natación, especialista en el estilo espalda. Ganó dos medallas de plata en el Campeonato Mundial de Natación de 2019 y tres medallas de bronce en el Campeonato Mundial de Natación en Piscina Corta de 2018.

## Palmarés internacional
| Campeonato Mundial                  | Campeonato Mundial      | Campeonato Mundial | Campeonato Mundial |
| Año                                 | Lugar                   | Medalla            | Prueba             |
| ----------------------------------- | ----------------------- | ------------------ | ------------------ |
| 2019                                | Gwangju (Corea del Sur) | Medalla de plata   | 100 m espalda      |
| 2019                                | Gwangju (Corea del Sur) | Medalla de plata   | 4 × 100 m estilos  |
| Campeonato Mundial en Piscina Corta |                         |                    |                    |
| Año                                 | Lugar                   | Medalla            | Prueba             |
| 2018                                | Hangzhou (China)        | Medalla de bronce  | 100 m espalda      |
| 2018                                | Hangzhou (China)        | Medalla de bronce  | 4 × 50 m libre     |
| 2018                                | Hangzhou (China)        | Medalla de bronce  | 4 × 200 m libre    |